# وان می‌وزیم پارک
وان میوزیم پارک، (به انگلیسی: One Museum Park) آسمان‌خراش ۶۲ طبقه به ارتفاع ۲۲۱ متر، با کاربری مسکونی است، که در شهر شیکاگو، ایلینوی، ایالات متحده آمریکا مستقر می‌باشد. پروژه ساخت این ساختمان در سال ۲۰۰۷ آغاز شد و در سال ۲۰۰۹ تکمیل و افتتاح گردید.